# Robyn
Robin Miriam Carlsson, mer känd under sitt artistnamn Robyn, född 12 juni 1979 i Maria Magdalena församling i Stockholm, är en svensk popsångerska, låtskrivare, musikproducent och DJ.

## Biografi

### Bakgrund
Robyn föddes 1979 som dotter till regissören Wilhelm Carlsson och skådespelerskan Maria Ericson. Hon studerade vid Eriksdalsskolan på Södermalm. Robyn växte upp i ett kringresande teatersällskap, Teater Schahrazad och vid nio års ålder hade hon en statistroll i Peter Stormares uppsättning av August Strindbergs Kronbruden på Dramaten. År 1989 medverkade hon med sin röst till Miranda i den animerade filmen Resan till Melonia. Vid tolv års ålder sjöng Robyn in en svensk översättning av Lilla sportspegelns tidigare signaturmelodi You Can Always Be Number One (Sport Goofy Anthem), i översättningen Du kan alltid bli nummer ett, som sedan fungerade som ny titelmelodi. År 1990 gjorde hon sitt första tv-framträdande i programmet Söndagsöppet. Efter bara tre dagar i gymnasieskolan hoppade hon av för att koncentrera sig på popmusiken.

### 1990-talet och genombrottet
Hon upptäcktes av sångerskan Meja Beckman under ett uppträdande i samband med en Legacy of Sound-spelning 1995 på Eriksdalsskolan i Stockholm; Robyn sjöng i en paus en egen låt om föräldrarnas skilsmässa. År 1995 släpptes debutsingeln You've Got That Somethin'. Senare samma år kom den stora genombrottssingeln Do You Really Want Me (Show Respect), och debutalbumet Robyn Is Here släpptes i Sverige. För detta nominerades hon till tre grammisar men vann ingen. Under 1997 lanserades Robyn i USA. Där släpptes singlarna Do You Know (What It Takes), Show Me Love samt Do You Really Want Me (Show Respect). Två av singlarna blev topp tio-hits på Billboard Hot 100 och albumet sålde i cirka 1,5 miljoner exemplar i USA. Samma år skrev hon även låten Du gör mig hel igen, låten framfördes sedan av Cajsalisa Ejemyr vid Melodifestivalen 1997 och hamnade på fjärde plats. Den 17 maj 1999 släpptes uppföljaren My Truth, men hennes amerikanska skivbolag RCA ville inte släppa det i USA då skivan, enligt dem, saknade hitlåtar. I Sverige sålde skivan 80 000 exemplar.
Efter släppet av sitt andra album ägnade sig Robyn åt annat än musik. År 1999 blev hon Unicef-ambassadör och besökte bland annat Kenya och Tanzania. Hon arbetade med detta under två års tid. Hennes uppdrag gick ut på att dra uppmärksamhet till Unicef och vad barnfonden försöker göra världen över. I sin egenskap av ambassadör talade Robyn gärna om vikten av ansvar.

### Fram till uppbrottet från Jive (2000–2004)

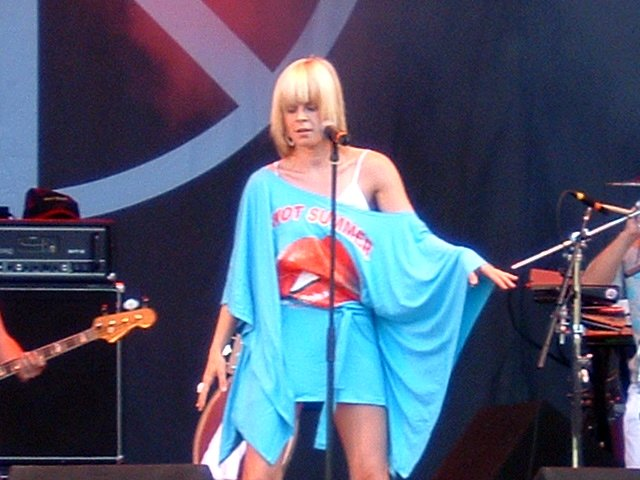
På Gatufesten i Sundsvall 2003.

År 2000 utsågs Robyn till årets Karamelodiktstipendiat, och tilldelades därmed en stor strut med godis och 20 000 kronor av Povel Ramel. I november 2002 släpptes hennes tredje skiva Don't Stop the Music, innehållande bland annat hiten "Keep This Fire Burning", och singeln "O Baby", som blev 2003 års femte mest spelade låt i svensk radio. Don't Stop The Music sålde platina (60 000) i Sverige. Hennes sommarturné 2003 var en av årets mest hyllade.
Efter Darin Zanyars andraplats i TV4:s Idol 2004 släpptes hans debutsingel "Money for Nothing", skriven av Robyn.
År 2004 lämnade Robyn skivbolaget Jive Records för att istället starta det egna bolaget Konichiwa Records, bland annat för att de hade olika uppfattningar kring låten "Who's That Girl" som Robyn gjorde tillsammans med The Knife.

### Eget skivbolag och brittisk listetta (2004–2009)

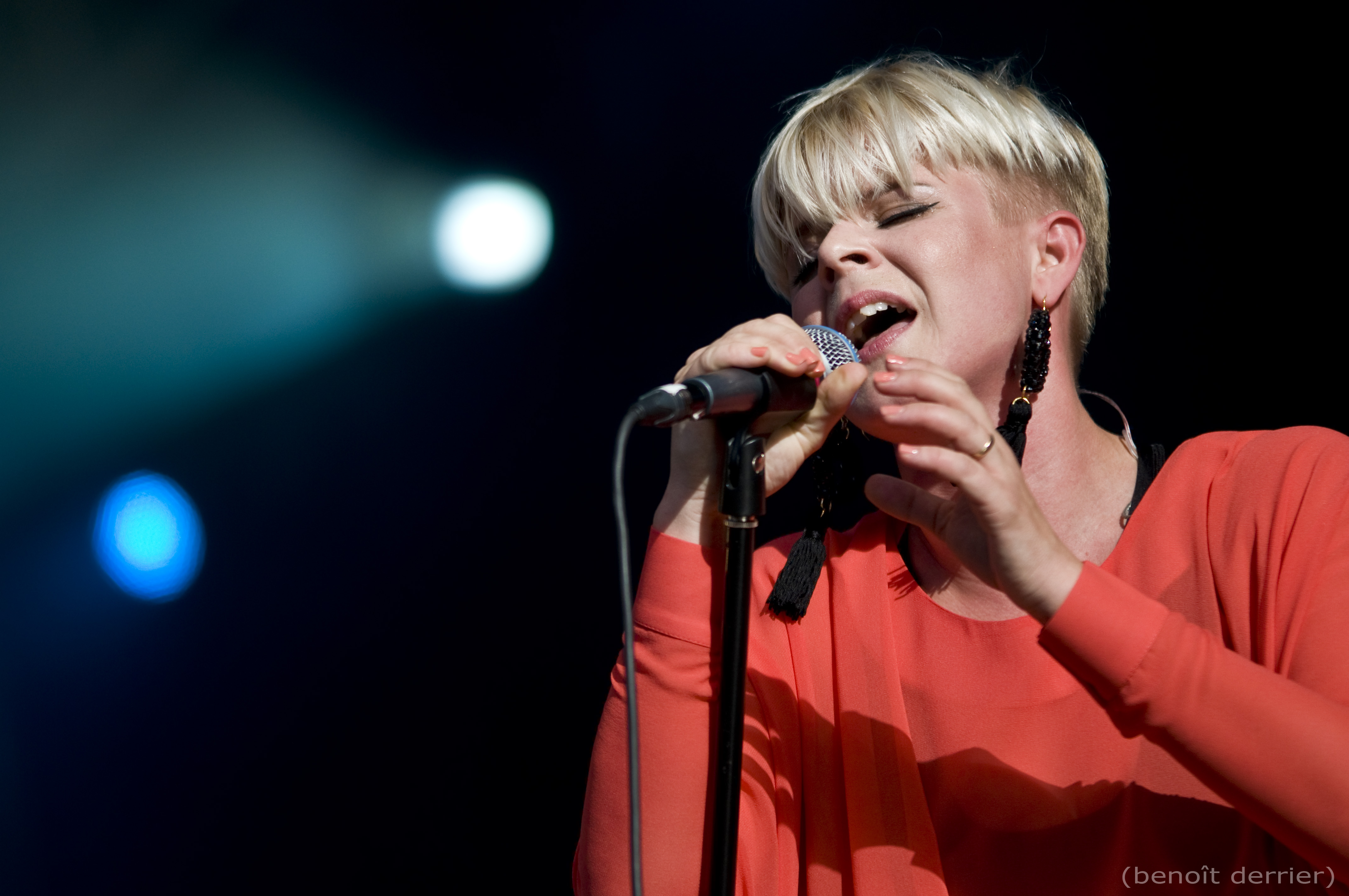
Robyn under ett uppträdande på Way Out West-festivalen 2009.

Under 2004 startade Robyn ett eget skivbolag, Konichiwa Records, som endast ska ge ut hennes egen musik. I slutet av mars 2005 släpptes Robyns nya singel "Be Mine!" i Sverige och hennes fjärde album, Robyn, släpptes i slutet av april samma år. Den första singeln från plattan, "Be Mine!" blev snart etta på Trackslistan. Robyns andra singel från albumet "Who's That Girl", gick in på nionde plats i sin första vecka på Sommartoppen. År 2006 tilldelades hon Gunilla Arhéns Förebildspris.
Den 14 augusti 2007 hamnade Robyns låt "With Every Heartbeat", som är gjord tillsammans med Kleerup, på brittiska singellistans prestigefyllda förstaplats. Låten gick därmed om Timbalands låt "The Way I Are", som tidigare innehade förstaplats. Efter en vecka blev Kanye Wests låt "Stronger" ny etta, men Robyn sålde endast 67 stycken färre exemplar.
I januari 2008 medverkade Robyn i det brittiska musikfrågeprogrammet Never Mind The Buzzcocks. Hon gästade även i maj samma år Late Show with David Letterman där hon framförde "Cobrastyle" av Teddybears. Samma vår medverkade hon på Snoop Doggs singel "Sensual Seduction". Robyn var under hösten 2008 förband åt Madonna vid flertalet av hennes konserter i Europa och den 7 januari 2009 vann Robyn en grammis för årets live-akt.

### 2010-talet
Robyn uppträdde med Salem Al Fakir (alias Damien Adore), Spank Rock och Staygold på P3 Guld-galan 2010, med låten Backseat, skriven av Al Fakir. Hon gjorde turnén All Hearts Tour tillsammans med Kelis 2010. 
"Dancing on My Own" premiärframfördes live på Sommarkrysset i TV4 5 juni 2010. 
År 2010 den 1 november gästspelade Robyn i ett avsnitt av den amerikanska TV-serien Gossip Girl .
År 2014 deltog hon med en låt "U Should Know Better (Carli & Savage Skulls Remix)" till albumet F! som var Feministiskt initiativs valskiva inför Riksdagsvalet 2014.
I februari 2020 utsågs Robyn som mottagare av den unika utmärkelsen "2010-talets främsta låtskrivare" på den brittiska musiktidningen New Musical Express (NME) årliga prisgala. 2010-talets bästa låt ansågs av tidningen vara hennes "Dancing on My Own".

#### Body Talk-serien
Under 2010 släppte Robyn tre fullängdsskivor kallade Body Talk-serien. De två första innehöll endast nya låtar, medan den sista var en samling av tio låtar från de tidigare skivorna tillsammans med fem nya låtar. För den som redan hade köpt de två tidigare skivorna släpptes en EP med endast de nya låtarna.
Den första delen, Body Talk Pt. 1, släpptes den 14 juni 2010 och föregicks av den ledande singeln Dancing on My Own som blev Robyns första listetta i Sverige. Den blev 3:a på USA:s Billboard Hot Dance Club Songs-lista och 8:a på brittiska singellistan. Den 16 augusti 2010 släppte Robyn singeln Hang with Me från albumet Body Talk Pt. 2, som senare släpptes den 6 september 2010. Hang with Me är en danceversion av den akustiska låten som fanns med på Body Talk Pt. 1. Inför det sista albumet, Body Talk, släpptes singeln Indestructible, som är en popigare version av en akustisk version som fanns med på Body Talk Pt. 2. Singeln Indestructible släpptes den 1 november 2010 och albumet Body Talk den 22 november 2010.
När musikmagasinet Rolling Stone i december 2019 listade 2010-talets bästa låtar toppade "Dancing on My Own" listan.
Robyn blev år 2010 utsedd till Årets svensk av tidskriften Fokus med motiveringen "Robin Carlsson (Robyn) har på sitt egensinniga sätt och med ett medvetet konstnärskap visat att det går att nå populärmusikens högsta höjder utan att vara ytlig. Genom att ge ut sina skivor på sitt eget skivbolag visar hon prov på stort entreprenörskap och kan därigenom behålla makten över den egna kreativa processen. I alla sina egenskaper blir hon en förebild för såväl unga tjejer och killar som för vuxna kvinnor och män".

#### Teklafestivalen
Sedan år 2015 är Robyn initiativtagare till teknikfestivalen Tekla som riktar sig till tjejer mellan 11 och 18 år. Festivaldeltagarna får under en heldag testa saker som speldesign, 3D-skrivare och robotprogrammering. Festivalen som arrangerades av Robyn och KTH har varit en succé och SVT har direktsänt från festivalen hela dagen. Robyn har kommenterat att hon som ung flicka upplevde att hon inte blev uppmuntrad att utforska sina intressen inom teknik lika mycket som pojkar. Därför vill hon genom festivalen bidra till att främja flickors nyfikenhet på teknik samt avdramatisera miljön. Festivalen har sedan anordnats varje år.

#### Honey
26 oktober 2018 släpptes Robyns album Honey. Det föregicks av singeln Missing U, släppt 1 augusti 2018. I samband med albumsläppet höll Robyn en spelning på konstmuseet Artipelag inför 1 000 gäster som via ett mobilspel vunnit biljetterna och som skeppades till konserten på en partybåt.
8 mars 2019 uppträdde Robyn inför ett utsålt Madison Square Garden i New York.

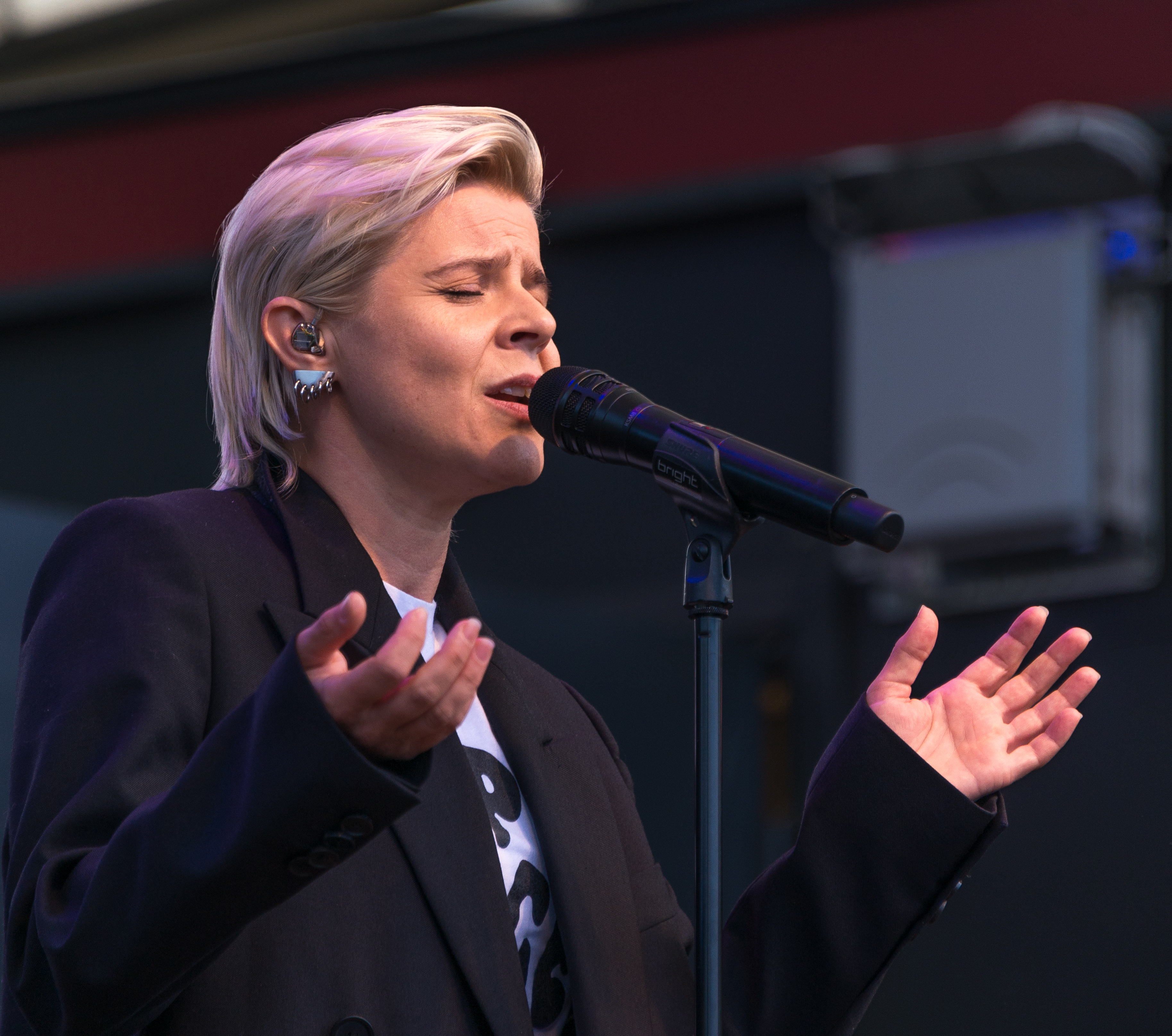
Klimatdemonstrationen Fridays for Future i Stockholm den 27 september 2019 lockade 50 000 personer och kulminerade i Kungsträdgården där bland annat Robyn uppträdde.

Den 27 september 2019 uppträdde hon i Kungsträdgården i Stockholm i samband med de internationella klimatstrejkerna. Innan hon sjöng Ever Again, berättade hon även för publiken att hon träffat klimatforskaren Johan Rockström.

## Familj
Robyn är bosatt på Södermalm i Stockholm. Hon var i flera år förlovad med konstnären och kampsportaren Olof Inger.
Robyn har en son, född i april 2022.

## Priser och utmärkelser
- 1995 – Rockbjörnen som "Årets svenska kvinnliga artist"
- 1999 – Grammis som "Årets kvinnliga pop/rockartist" för albumet My Truth
- 1999 – Rockbjörnen som "Årets svenska kvinnliga artist"
- 2000 – Karamelodiktstipendiet
- 2002 – Grammis "Årets kvinnliga pop/rockartist" för albumet Don't Stop the Music
- 2002 – Rockbjörnen som "Årets svenska kvinnliga artist"
- 2005 – Grammis för Robyn i kategorin "Årets album"
- 2005 – Grammis som "Årets kompositör" tillsammans med Klas Åhlund för albumet Robyn
- 2005 – Ulla Billquist-stipendiet
- 2006 – Gunilla Arhéns Förebildspris
- 2009 – Platinagitarren[23]
- 2009 – Stockholms stads hederspris
- 2010 – Rockbjörnen som "Årets svenska kvinnliga artist" och "Årets kvinnliga liveakt"
- 2010 – Musikexportpriset
- 2010 – Årets svensk
- 2011 – P3 Guld som "Årets artist" för albumet Body Talk
- 2011 – P3 Guld för "Dancing on My Own" i kategorin "Årets låt"
- 2011 – P3 Guld Guldmicken som "Årets liveartist"
- 2013 – KTH:s stora pris
- 2015 – Invald i Swedish Music Hall of Fame
- 2016 – GAFFA-Priset 2015 för "Årets dans" för låten "Love is free" (med La Bagatelle Magique)
- 2019 – P3 Guld för "Årets dans" för albumet Honey
- 2019 – Grammis för "Årets låt" för singeln "Missing U"
- 2019 – Grammis för "Årets pop" för albumet Honey
- 2019 – GAFFA-Priset 2018 för "Årets album" för albumet Honey
- 2019 – GAFFA-Priset 2018 för "Årets elektroniska"
- 2020 – NME:s unika utmärkelse för "2010-talets främsta låtskrivare"
- H. M. Konungens medalj i guld av 8:e storleken (Kon:sGM8, 2020) för förtjänstfulla insatser som artist och låtskrivare[24]
- 2023 – P3 Guld som "P3 Ikon"

## Diskografi

### Album
- 1995 – Robyn Is Here
- 1999 – My Truth
- 2002 – Don't Stop the Music
- 2005 – Robyn
- 2010 – Body Talk Pt. 1
- 2010 – Body Talk Pt. 2
- 2010 – Body Talk
- 2018 – Honey

## Filmografi
- 1989 – Änglahund – Anne-Marie (svensk röst)
- 1989 – Resan till Melonia – Miranda (svensk röst)
- 1994 – Lassie – April Porter (svensk röst)
- 2010 – Gossip Girl (tv-serie) – som sig själv